# Спрингхолл, Дейв
Дуглас Фрэнк Спрингхолл (англ. Douglas Frank Springhall; 28 марта 1901 — 2 сентября 1953), более широко известный как Дейв Спрингхолл, ― британский коммунист.

## Биография
Родился в Лондоне в квартале Кенсал Грин. Вступил в королевский флот в возрасте пятнадцати лет, во время Первой мировой войны. В 1920 году написал статью под названием «Недовольство на нижней палубе» в издании Рабочий Дредноут, что привело к его увольнению из флота за «связи с экстремистами».
Присоединился к Коммунистической партии Великобритании (КПВ) и её дочерней комсомольской организации (Young Communist League). Работал строителем, хотя часто испытывал проблемы с трудоустройством. Был функционером Комитета национального движения безработных и членом профсоюзного движения. Участвовал в избирательной кампании как кандидат от Лейбористской партии в городской совет Ричмонда, затем баллотировался от КПВ, но не был избран.
В 1924 году Спригхолл был делегатом V съезда Коммунистического интернационала, а также принял участие в IV съезде Коммунистического интернационала молодёжи. В 1926 году, после ареста Уильяма Раста он стал исполняющим обязанности секретаря комсомола, был одним из организаторов британской всеобщей забастовки, за что дважды был заключён в тюрьму. С 1928 по 1931 год Спригхолл учился в Международной ленинской школе. Затем вернулся в Великобританию и начал агитацию за изгнание троцкистов из КПВ. С этого времени, он, возможно, работал на ОГПУ.
Во времяГражданской войны в Испании Спрингхолл служил политическим комиссаром Британского батальона, а затем ― помощником военкома XV Международной бригады. Был ранен в битве при Хараме: пуля прошла через его щёки. Вернулся в Великобританию в 1938 году, став редактором Morning Star, затем некоторое время провёл представителем КПВ в Москве. Вернулся в Великобританию снова, чтобы убедиться, что его партия поддержала пакт Молотова — Риббентропа. Генеральный секретарь Гарри Поллит, выступавший против пакта был снят с должности. Спрингхолл стал одним из лидеров партии наряду с Растом и Раджани Палм Даттом.
В 1943 году Спрингхолл был заключён в тюрьму, удалён со всех партийных постов, и был признан виновным в получении секретной информации от сотрудника Министерства авиации. Впоследствии выяснилось, что он также получал секретную информацию от Дезмонда Юрена из УСО. Отбыл четыре с половиной года из семи лет каторги. Путешествовал по Восточной Европе по пути в Китай, где работал в качестве советника китайского Информационного бюро управления печати. Ездил в Москву в 1953 году, чтобы ему оказали лечение рака горла, но умер там же. Его могила находится на кладбище Бабаошань в Пекине.